# Ernst Feßmann
Ernst Feßmann (6 de enero de 1881 - 25 de octubre de 1962) fue un General der Panzertruppen alemán del Heer (ejército alemán) quien lideró la 267.ª División de Infantería en las primeras etapas de la II Guerra Mundial. Antes de la guerra, también fue notable por comandar una de las primeras Divisiones Panzer.

## Biografía
Siendo bávaro de nacimiento, Feßmann se unió al Ejército bávaro en 1900 como Fahnen-junker (oficial cadete) y fue comisionado como leutnant (teniente) en la caballería. Después de su servicio en el Ejército Imperial Alemán durante la I Guerra Mundial, fue retenido en el Reichswehr (Defensa Imperial) de posguerra. Después de un periodo de dos años en el estado mayor del 7.º Kraftfahr Batallón (batallón de motocicletas), fue seleccionado como su comandante en 1924. Dos años más tarde, le fue dado el mando del 17.º Regimiento de Caballería.
De 1931 a principios de 1933, Feßmann lideró el batallón motorizado del 2.º Regimiento de Artillería, antes de un periodo en la Unión Soviética en la secreta escuela de entrenamiento de blindados (Panzertruppenschule) del Reichswehr en Kazán. Después del desmantelamiento de la escuela por Adolf Hitler a finales de 1933, Feßmann fue hecho comandante del Kraftfahrlehrkommando (Comando de entrenamiento de Vehículos a Motor) en Zossen. Después comandó la Brigada Panzer Lehr.
En marzo de 1935, el Reichswehr fue reorganizado como la Wehrmacht (Fuerzas de Defensa) y la rama del Heer (Ejército) empezó una significativa expansión que se extendió a la creación de la Panzerwaffe (Fuerza Blindada). Feßman fue elegido comandante de la 3.ª División Panzer en Berlín el 15 de octubre de 1935, con el rango de generalleutnant (equivalente al rango de mayor general) Su nuevo mando era una de las tres primeras divisiones panzer en ser creadas. Las otras dos eran la 1.ª División Panzer formada en Weimar y comandada por Maximilian von Weichs y la 2.ª División Panzer formada en Würzburg y comandada por Heinz Guderian.
La 3.ª División Panzer era conocida como la División del Oso, por el símbolo de la división, y su 1.º Regimiento Panzer provenía en gran medida del mando anterior de Feßmann, el Kraftfahrlehrkommando. La mayoría de sus compañías panzer, que inicialmente consistían de solo ocho tanques, empezaron siendo equipadas y entrenadas con el Panzerkampfwagen I (vehículo blindado de combate I). Feßmann se retiró de la Wehrmacht en septiembre de 1937 como general der panzertruppe (General de Tropas Panzer) pero retornó al servicio activo al estallar la II Guerra Mundial.
Elegido comandante de la recién formada 267.ª División de Infantería el 26 de agosto de 1939, Feßmann sirvió en el frente occidental y tomó parte en las invasiones de Bélgica y Francia. Después de la caída de Francia en mayo de 1940, su división permaneció como guarnición de un sector a lo largo del Canal de la Mancha durante un año, antes de ser transferida al este por la Operación Barbarroja. Antes de que empezara la invasión de la Unión Soviética, fue reemplazado como comandante de división por el Generalmajor Friedrich-Karl von Wachter (generalmajor es el equivalente a brigadier general). Asumió un puesto en el estado mayor en Frankfurt y sirvió aquí hasta que volvió a retirarse en 1942. Fue licenciado oficialmente de la Wehrmacht al año siguiente. Se estableció en Pullach después de la guerra, y murió el 25 de octubre de 1962.

## Condecoraciones y atributos militares
- Eisernes Kreuz (1939) II. Klasse – Cruz de Hierro de 2.ª Clase de 1939 (Alemania).
- Eisernes Kreuz (1939) I. Klasse – Cruz de Hierro de 1.ª Clase de 1939 (Alemania).
- Verwundetenabzeichen in Silber (1939) – Placa de herido en plata de 1939 (Alemania)
- Medaille “Winterschlacht im Osten 1941/42“ (Ostmedaille) - Medalla "Batalla de invierno en el Este 1941/42" (Alemania)
- Medaille zur Erinnerung an den 1. Oktober 1938 – Medalla conmemorativa del 1 de octubre de 1938 (Alemania)
- Panzerkampfabzeichen III Stufe "50" – Insignia de combate de tanques de 3er Grado con N° "50" (Alemania).
- Namentliche Nennung im Wehrmachtbericht – Mención de su nombre en el Informe de la Wehrmacht (Alemania).
- Ritterkreuz des Eisernen Kreuzes – Cruz de Caballeros de la Cruz de Hierro (Alemania).
- Eichenlaub für das Ritterkreuz des Eisernen Kreuzes – Hojas de Roble para la Cruz de Caballeros de la Cruz de Hierro (Alemania).
- Schwerten für das Ritterkreuz des Eisernen Kreuzes – Espadas para la Cruz de Caballeros de la Cruz de Hierro (Alemania).